# Jake Pitts
Jake Pitts celým jménem Jacob Mark Pitts (* 21. srpna 1985 Idaho) je americký zpěvák a hlavní kytarista rockové skupiny Black Veil Brides.

## Hudební kariéra
První kytaru dostal, když mu bylo 10 let, ale naplno se začal hře na kytaru věnovat až o mnoho let později, když si oblíbil skupinu Metalica. Od své matky, která byla hudební skladatelkou a pianistkou se začal učit hudbě a teorii harmonie. Kromě toho byl obdivovatelem rockových a metalových skupin Van Halen, Scorpions, Buckethead, Avenged Sevenfold, Mötley Crüe a také umělci Paulem Gilbertem, Randy Rhoadsem, Tony Iommim, kteří na něj měli vliv. Předtím než se stal členem skupiny Black Veil Brides, tak hrál ve skupině The Perfect Victim a 80 Proof Riot. Je absolventem Recording School v Los Angeles, kde se v roce 2006 stal zvukovým inženýrem.

## Osobní život
Složil píseň "Carolyn", která pojednávala o jeho matce, v době kdy byla nemocná. Jeho matka Carolyn zemřela 18. ledna 2014. V současné době (2016) žije v Los Angeles se svojí ženou a dvěma psy (Trixy a Ernie).

## Ceny
- Kerrang! Awards 2011 – Nejlepší mezinárodní nováček
- Kerrang! Awards 2012 – Nejlepší Píseň "Rebel Love Song"
- Kerrang! Awards 2013 – Nejlepší živá kapela – Black Veil Brides
- Revolver Golden Gods 2011 – Nejlepší nová kapela
- Revolver Golden Gods 2012 – Nejlepší kytarista "Jake Pitts"
- Revolver Golden Gods 2013 – Píseň roku "In The End"
- AP Magazine – kytarista roku 2013
- Spolu s Jinxxem vyhráli cenu Revolver Magazine's Golden Gods Award pro "Nejlepšího kytaristu roku 2012"

## Produkční ceny
- 2010 – Black Veil Brides (We Stitch These Wounds) – Textař
- 2011 – Black Veil Brides (Set The World on Fire) – Textař
- 2013 – Black Veil Brides (Wretched & Divine) – Textař / Kytarový inženýr
- 2014 – Black Veil Brides (Black Veil Brides) – Textař / Inženýr